# 電気通信大学の人物一覧
電気通信大学の人物一覧（でんきつうしんだいがくのじんぶついちらん）は電気通信大学に関係する人物の一覧記事。

## 教職員

### 歴代学長
- 若宮貞夫 - 無線電信講習所時代の第2代所長。初代所長・若宮正音の弟であり養嫡子。
- 寺沢寛一 - 初代学長。名誉教授。中央無線電信講習所時代の所長も務めた。
- 山本勇 - 第2代学長。
- 益田隆司 - 第11代学長。名誉教授。

### 現職の教員
- 大須賀昭彦 - 情報理工学研究科教授。情報システム学研究科長（2017- ）。
- 梶本裕之 - 情報理工学研究科教授。
- 島内景二 - 情報理工学域共通教育部教授。文学博士。
- 吉田健治 - 特任教授（産学官連携センター）。
- 児玉幸子 - 准教授。メディアアート研究者。
- 保木邦仁 - 准教授。コンピュータ将棋プログラム「Bonanza」の開発者。
- 山本佳世子 (情報学者)- 大学院情報理工学研究科、情報理工学域情報学専攻、Ⅰ類 （情報系）教授。工学博士。

### 名誉教授
- 佐々木茂美 - 1995年授与。機械工学者。
- 西尾幹二 - 2001年授与。独文学者、批評家。在職時はドイツ語担当。新しい歴史教科書をつくる会初代会長。
- 柳澤久 - 2007年授与。柔道家。
- 韓太舜 - 2007年授与。情報学者。
- 早川正士 - 2009年授与。地震電磁気学者。
- 岡本敏雄 - 2013年授与。
- 矢澤一彦 - 電子工学。
- 木田隆 - 2015年授与。宇宙工学。

### 元教員
- 中島義道 - 元人間コミュニケーション学科教授。哲学者、随想家。著書に『うるさい日本の私』、『働くことがイヤな人のための本』、『孤独について――生きるのが困難な人々へ』等多数。
- 秋山仁 - 数学者。元非常勤講師。
- 二宮宏之 - 元教授（西洋史）
- 澤井英久 - 客員教授。元日本弁護士連合会副会長。
- 兼子正勝 - 名誉教授。フランス文学者。
- 南条竹則 -　元助教授。英文学者。作家。
- 山崎昶 -　元助教授。化学者。

## OB・OG

### 政界
- 天野建 - 元山梨県知事（任期1991年2月～2003年2月）中退。
- 石田祝稔 - 元厚生労働副大臣、元農林水産副大臣、衆議院議員（公明党）中退。
- 鳥居一雄 - 元衆議院建設委員長、元衆議院議員（公明党）

### 行政
- 布施田英生 - 総務省国際戦略局長、デジタル庁統括官、内閣官房内閣審議官、国際電気通信連合事務総局長秘書官

### 実業界
- 久夛良木健 - プレイステーションの父、元ソニー・コンピュータエンタテインメント会長、元ソニー副社長
- 菅谷寿鴻 - 東芝にて赤色半導体レーザや高NA対物レンズ、0.6 mm厚基板などを使う高密度化技術、DVDの基盤技術を開発
- 有泉健 - ビッグローブ社長
- 河端保志 - Branding Engineer創業者・CEO
- 木村光範 - トランス・ニュー・テクノロジー代表取締役
- 杉山隆志 - cotode社長、武雄市市政アドバイザー
- 鷹野義昭 - テムズ社長、ぐろ〜かるCM研究所所長
- 中村光一 - チュンソフト創業者、スパイク・チュンソフト会長、ゲームクリエイター、初期ドラゴンクエストシリーズの開発
- 塚本慶一郎 - インプレスホールディングス創業者・元会長（現ファウンダー／最高相談役）、アスキー創業メンバー・元副社長
- 福井昌平 - コミュニケーション・デザイニング研究所社長、イベント学会理事
- 坊上卓郎 - 日本ビクター元社長
- 山本正喜 - Chatwork創業者・社長CEO、Chatwork開発者

### 研究者・学者
- 飯島澄男 - カーボンナノチューブの発見者、名城大学終身教授、名古屋大学特別招聘教授、文化勲章、日本学士院恩賜賞、トムソン・ロイター引用栄誉賞
- 井口聖 - 電波天文学、国立天文台副台長、文部科学大臣表彰科学技術賞
- 大久保誠也 - 情報工学、静岡県立大学准教授
- 大澤利幸 - 電気化学、元大阪工業大学教授
- 香取薫 - 情報学、青森公立大学学長
- 木嶋恭一 - システム科学、東京工業大学名誉教授、元国際システム科学学会会長、元経営情報学会会長
- 黒岩眞吾 - コンピュータ科学、千葉大学副理事・教授（大学院融合科学研究科/工学部情報画像学科）
- 小嶋秀樹 - 電子工学、東北大学教授、元宮城大学副学長
- 榊原清則 - 経営学、慶應義塾大学名誉教授、元ロンドン大学准教授、元国際ビジネス研究学会会長
- 嶋本薫 - 通信工学、早稲田大学国際情報通信研究センター所長・教授、元スタンフォード大学客員教授
- 清水亮 - プログラマー、ギリア社長
- 杉本麻樹 - 情報工学、慶應義塾大学教授
- 鈴木和幸 - 信頼性工学、電気通信大学名誉教授、元日本信頼性学会会長、元日本品質管理学会会長
- 須藤貢明 - 心理学、東京学芸大学名誉教授
- 隅田英一郎 - 自動翻訳、情報通信研究機構フェロー、アジア太平洋機械翻訳協会会長、産学官連携功労者表彰総務大臣賞
- 祝雷 - 電子工学、マカオ大学卓越教授、IEEEフェロー
- 戸田誠之助 - 情報学、日本大学文理学部教授、数え上げ計算の複雑さに関する研究で、極東初の1998年ゲーデル賞を受賞
- 新部裕 - ソフトウェア技術者、Linux開発者。Linux（GNU/Linux）のカーネル開発に、日本人としては唯一クレジットされている
- 橋本修 - 電波工学、青山学院大学副学長、元電子情報通信学会エレクトロニクスソサイエティ会長
- 東善之 - 制御システム工学、大阪工業大学准教授
- 福田宏 - 情報工学、北里大学教授、毎日出版文化賞
- 藤元健太郎 - コンサルタント、D4DR社長
- 堀田龍也 - 教育工学、東北大学教授、日本教育工学会会長、文部科学省参与、中央教育審議会委員
- 松行康夫 - 経営学、東洋大学名誉教授
- 美馬のゆり - 教育工学、公立はこだて未来大学教授、東京大学客員教授、元日本科学未来館副館長、日本学術会議会員
- 諸麥俊司 - 医用工学、中央大学准教授、カリフォルニア大学博士
- 安田寿明 - 情報工学、東京電機大学教授
- ロベルト・チポラ - 情報工学、ケンブリッジ大学教授、東芝ケンブリッジ研究所所長、王立協会フェロー
- 渡辺修司 - ゲームデザイン、立命館大学教授、立命館大学ゲーム研究センター副センター長

### 文学
- 新田次郎 - 本名・藤原寛人　直木賞作家。旧無線電信講習所時代の卒業生。気象庁職員として最も知られている仕事は富士山レーダー（台風の観測などに大きな役割を果たした）建設責任者。代表作として『孤高の人』、『八甲田山死の彷徨』など。
- 坂本幸四郎 - 旧無線電信講習所時代の卒業生。元国鉄青函連絡船通信長。代表作は『青函連絡船ものがたり』（朝日新聞社）など。

### 芸術
- エリザベス宮地 - 映像作家
- 松本英彦 - テナーサックス奏者。無線電信講習所への在籍歴あり。1991年紫綬褒章受章。2000年2月29日死去。
- ロマのフ比嘉 - アニメーション監督
- うろたん - イラストレーター
- 江草天仁 - キャラクターデザイナー、漫画家
- 寺田創一 - ミュージシャン、作曲家
- フルカワユタカ - ミュージシャン

### 芸能
- 井澤基 -  音響監督
- 市川洋介 - 元俳優
- 小川隆市 - 俳優、声優
- 勝田久 - 声優、俳優
- DOPING PANDA - ロックバンド

### スポーツ
- 大西裕之 - プロバスケットボール選手（アイシンシーホース）

### マスコミ
- 相賀真理子 - 元tvkアナウンサー
- 奥寺健 - フジテレビアナウンサー
- 大門雅明 - NBC長崎放送アナウンサー
- 加藤成史 - NHKシニアアナウンサー
- 川崎寛司 - NHKアナウンサー
- 高橋淳之 - NHKアナウンサー

### その他
- 坂川山輝夫 - コミュニケーション専門家、ビジネスコーチ
- 松澤喜好 - 英語教育評論家
- 道下宣博 - LANやTCP/IP等のコンピュータ間通信技術を日本国内に本格的に導入することに貢献した技術者
- 小泉時 - 小泉八雲の孫、小泉凡の父。旧無線電信講習所時代の卒業生。